# Портрет Николая Ивановича Селявина
«Портрет Николая Ивановича Селявина» — картина Джорджа Доу и его мастерской из Военной галереи Зимнего дворца.
Картина представляет собой погрудный портрет генерал-майора Николая Ивановича Селявина из состава Военной галереи Зимнего дворца.
Во время Отечественной войны 1812 года полковник Селявин числился в Свите Его Императорского Величества по квартирмейстерской части и состоял в Главной квартире 1-й Западной армии при генерале П. М. Волконском, из Дрисского лагеря был командирован в Санкт-Петербург, где оставался до конца 1812 года. В Заграничном походе был в должности дежурного генерала Главного штаба и участвовал в планировании и детальной разработке диспозиций многих важнейших сражений этой кампании, за отличие в Битве народов под Лейпцигом произведён в генерал-майоры.
Изображён в генеральском мундире Свиты по квартирмейстерской части, введённом в 1817 году. Слева на груди свитский аксельбант и звезда ордена Св. Анны 1-й степени; на шее крест австрийского ордена Леопольда; по борту мундира кресты прусского ордена Красного орла 2-й степени, ордена Св. Владимира 2-й степени (надет с нарушением правил ношения, должен быть на шее выше ордена Леопольда), прусского ордена Пур ле мерит и неустановленного иностранного ордена; справа на груди кресты ордена Св. Георгия 4-й степени и баварского Военного ордена Максимилиана Иосифа 3-й степени, серебряная медаль «В память Отечественной войны 1812 года» на Андреевской ленте и бронзовая дворянская медаль «В память Отечественной войны 1812 года» на Владимирской ленте. Подпись на раме: Н. И. Селявин, Генералъ Маiоръ.
7 августа 1820 года Селявин был включён в список «генералов, заслуживающих быть написанными в галерею» и 10 августа 1821 года император Александр I повелел написать его портрет. Гонорар Доу был выплачен 10 ноября 1821 года. Готовый портрет был принят в Эрмитаж 21 января 1828 года. На портрете Селявин изображён с орденом св. Георгия 4-й степени, которым он был награждён 13 февраля 1823 года, соответственно портрет был написан после этой даты.
Существует фарфоровая плакетка с копией галерейного портрета, выполненная художником Елашевским в 1838 году. Она отличается от галерейного портрета фоном: слева за плечом Селявина изображён белый дворец с портиком, и наградами: слева на груди убрана звезда ордена Св. Анны 1-й степени и справа добавлена звезда ордена Белого орла, которым Селявин был награждён 9 апреля 1832 года, на эполетах показаны генерал-лейтенантские звёзды — в этот чин Селявин был произведён 22 августа 1826 года. Эта плакетка имеет размеры 22 × 19,5 см и находится в одном из частных собраний, долгое время считалась портретом некоего генерала Демидова, в 2015 году была верно атрибутирована А. В. Кибовским.
В 1848 году в мастерской К. Крайя по рисунку И. А. Клюквина с галерейного портрета была сделана датированная литография, опубликованная в книге «Император Александр I и его сподвижники» и впоследствии неоднократно репродуцированная. В части тиража напечатана другая литография с этого портрета, отличающаяся мелкими деталями и отсутствием подписи художника.